# Campeonato da Europa de Atletismo de 2022 - 1500 m feminino
A prova dos 1500 metros feminino do Campeonato da Europa de Atletismo de 2022 foi disputada entre os dias 16 a 19 de agosto de 2022, no Estádio Olímpico de Munique, em Munique na Alemanha. 

## Recordes
Antes desta competição, os recordes mundiais e do campeonato nesta prova eram os seguintes:
|                       | Nome              | Nacionalidade | Tempo     | Local      | Data                 |
| --------------------- | ----------------- | ------------- | --------- | ---------- | -------------------- |
| Recorde mundial       | Genzebe Dibaba    | Etiópia       | 3m 50s 07 | Mônaco     | 17 de julho de 2015  |
| Recorde europeu       | Sifan Hassan      | Países Baixos | 3m 51s 95 | Doha       | 5 de outubro de 2019 |
| Recorde do campeonato | Tatyana Tomashova | Rússia        | 3m 56s 91 | Gotemburgo | 13 de agosto de 2006 |

## Medalhistas
| Ouro             | Prata               | Bronze              |
| Laura Muir (GBR) | Ciara Mageean (IRL) | Sofia Ennaoui (POL) |

## Cronograma
Todos os horários são locais (UTC+2).
| Data         | Hora  | Evento  |
| ------------ | ----- | ------- |
| 16 de agosto | 10:15 | Bateria |
| 19 de agosto | 21:45 | Final   |

## Resultados

### Bateria
Qualificação: 4 atletas de cada bateria (Q) mais os 4 melhores qualificados (q).
| Posição | Bateria | Raia | Atleta                  | Nacionalidade | Tempo   | Notas                |
| ------- | ------- | ---- | ----------------------- | ------------- | ------- | -------------------- |
| 1       | 2       | 7    | Sofia Ennaoui           | Polónia       | 4:02.73 | Q                    |
| 2       | 1       | 6    | Ciara Mageean           | Irlanda       | 4:03.03 | Q,                   |
| 3       | 2       | 4    | Hanna Klein             | Alemanha      | 4:03.46 | Q,                   |
| 4       | 3       | 7    | Claudia Bobocea         | Roménia       | 4:03.63 | Q                    |
| 5       | 1       | 4    | Katie Snowden           | Reino Unido   | 4:03.76 | q,                   |
| 6       | 2       | 8    | Gaia Sabbatini          | Itália        | 4:04.19 | q                    |
| 7       | 3       | 4    | Kristiina Mäki          | Chéquia       | 4:04.40 | q                    |
| 8       | 3       | 6    | Ellie Baker             | Reino Unido   | 4:04.90 | q,                   |
| 9       | 2       | 3    | Yolanda Ngarambe        | Suécia        | 4:05.68 | Recorde da temporada |
| 10      | 3       | 2    | Laura Muir              | Reino Unido   | 4:06.40 | Q                    |
| 11      | 1       | 5    | Ludovica Cavalli        | Itália        | 4:06.59 | Q                    |
| 12      | 2       | 5    | Hanna Hermansson        | Suécia        | 4:07.08 | Q                    |
| 13      | 1       | 7    | Katharina Trost         | Alemanha      | 4:07.20 | Q                    |
| 14      | 1       | 3    | Marta Pérez Miguel      | Espanha       | 4:07.27 |                      |
| 15      | 2       | 6    | Diana Mezuliáníková     | Chéquia       | 4:07.37 |                      |
| 16      | 3       | 5    | Eliza Megger            | Polónia       | 4:07.56 |                      |
| 17      | 2       | 7    | Elise Vanderelst        | Bélgica       | 4:07.62 |                      |
| 18      | 1       | 8    | Águeda Marqués          | Espanha       | 4:07.78 |                      |
| 19      | 3       | 3    | Marta Pen Freitas       | Portugal      | 4:07.82 |                      |
| 20      | 1       | 8    | Sarah Healy             | Irlanda       | 4:07.78 |                      |
| 21      | 3       | 3    | Aurore Fleury           | França        | 4:07.82 |                      |
| 22      | 3       | 3    | Nathalie Blomqvist      | Finlândia     | 4:07.82 |                      |
| 23      | 3       | 5    | Federica Del Buono      | Itália        | 4:08.14 |                      |
| 24      | 2       | 7    | Melissa Courtney-Bryant | Reino Unido   | 4:09.11 |                      |
| 25      | 3       | 5    | Amalie Sæten            | Noruega       | 4:15.09 |                      |
| 26      | 2       | 7    | Ingeborg Østgård        | Noruega       | 4:19.36 |                      |
| 27      | 1       | 8    | Gresa Bakraçi           | Kosovo        | 4:38.10 |                      |

### Final
A final ocorreu no dia 19 de agosto às 20:45.
| Posição           | Atleta           | Nacionalidade | Tempo   | Notas                |
| ----------------- | ---------------- | ------------- | ------- | -------------------- |
| Medalha de ouro   | Laura Muir       | Reino Unido   | 4:01.08 |                      |
| Medalha de prata  | Ciara Mageean    | Irlanda       | 4:02.56 | Recorde da temporada |
| Medalha de bronze | Sofia Ennaoui    | Polónia       | 4:03.59 |                      |
| 4                 | Katie Snowden    | Reino Unido   | 4:04.97 |                      |
| 5                 | Hanna Klein      | Alemanha      | 4:05.49 |                      |
| 6                 | Kristiina Mäki   | Chéquia       | 4:05.73 |                      |
| 7                 | Hanna Hermansson | Suécia        | 4:05.76 | Recorde pessoal      |
| 8                 | Ellie Baker      | Reino Unido   | 4:05.83 |                      |
| 9                 | Gaia Sabbatini   | Itália        | 4:06.04 |                      |
| 10                | Katharina Trost  | Alemanha      | 4:06.95 |                      |
| 11                | Claudia Bobocea  | Roménia       | 4:07.74 |                      |
| 12                | Ludovica Cavalli | Itália        | 4:10.93 |                      |

Legenda
| Recorde mundial       | Recorde mundial (World record)               |                       | Recorde africano                      | Recorde africano (African) |                                           | Q | Classificado por posição (Qualified) |
| Recorde do campeonato | Recorde do campeonato (Championship record)  | Recorde da América    | Recorde da América (Americas)         | q                          | Classificado por melhor tempo (Qualified) |   |                                      |
| Melhor marca do ano   | Melhor marca do ano (World leading)          | Recorde asiático      | Recorde asiático (Asian)              | DNS                        | Não largou (Did not start)                |   |                                      |
| Recorde nacional      | Recorde nacional (National record)           | Recorde europeu       | Recorde europeu (European)            | DNF                        | Não terminou (Did not finish)             |   |                                      |
| Recorde pessoal       | Recorde pessoal do atleta (Personal best)    | Recorde da Oceania    | Recorde da Oceania (Oceania)          | DSQ / DQ                   | Desclassificado (Disqualified)            |   |                                      |
| Recorde da temporada  | Recorde da temporada do atleta (Season best) | Recorde sul-americano | Recorde sul-americano (South America) | NM                         | Sem marca (No mark)                       |   |                                      |